# رود سسترا (دوبنا)
رود سسترا (انگلیسی: Sestra) یک رودخانه در استان مسکو کشور روسیه است.